# إليس موريسون
إليس موريسون (بالإنجليزية: Ellis Morrison)‏ هو سياسي أمريكي، ولد في 20 مايو 1850 في مقاطعة بتلر في الولايات المتحدة، وتوفي في 13 سبتمبر 1914 في سياتل في الولايات المتحدة. انتخب عضو مجلس نواب واشنطن.